# Инс, Том
То́мас Кри́стофер «Том» Инс (англ. Thomas Christopher „Tom“ Ince; 30 января 1992, Стокпорт, графство Большой Манчестер, Англия) — английский футболист, вингер клуба «Уотфорд». Сын бывшего капитана сборной Англии Пола Инса.

## Клубная карьера

### «Ливерпуль»
Воспитанник академии «Ливерпуля». За основную команду «красных» сыграл лишь один раз: 22 сентября 2011 года вышел на 106-й минуте матча Кубка футбольной лиги с «Нортгемптон Таун». Матч закончился вничью (2:2), по серии одиннадцатиметровых выиграл «Ливерпуль» (4:2).

#### Аренда в «Ноттс Каунти»
1 ноября 2010 года Инс отправился в аренду до января 2011 года в «Ноттс Каунти». Он дебютировал за новый клуб 6 ноября в первом раунде Кубка Англии против «Гейтсхеда» (2:0). 13 ноября он дебютировал в лиге в матче против «Эксетер Сити» (1:3). 11 декабря Инс забил свой первый гол в карьере «Милтон-Кинс Донс».

### «Блэкпул»
3 августа 2011 года Инс подписал двухлетний контракт с «Блэкпулом». Он дебютировал за новый клуб в Кубке Англии 11 августа 2011 года в матче против «Шеффилд Уэнсдей» (0:0). Инс забил свой первый гол за «Блэкпул» в матче против «Донкастер Роверс» (2:1) 18 октября 2011 года. 25 февраля 2012 он забил «Бристоль Сити». В плей-офф за выход в чемпионат Англии 19 мая 2012 года Инс забил, но «Вест Хэм Юнайтед» выиграл со счётом 2:1.
18 августа 2012 года, в первой игре сезона 2012/13, Инс забил два мяча в ворота «Миллуолла». После игры главный тренер команды Иэн Холлоуэй сказал, что «Блэкпул» получил по нему предложение от неизвестного клуба, но Инс решил остаться в клубе. Холлоуэй заявил: «Был интерес к Тому на прошлой неделе. Никто не слышал об этом, но я поделюсь с вами. Его отец хочет, чтобы он остался с нами».
7 августа он сделал дубль в матче против «Ипсвич Таун» (6:0). В сентябре он забил в матчах против «Барнсли» и «Мидлсбро». Он забил свой десятый гол в сезоне в ноябре, тем самым завершив четырёхматчевую голевую серию. В новом сезоне Инс отказался от перехода в клуб высшего дивизиона.

#### Аренда в «Кристал Пэлас»
30 января 2014 года «Кристал Пэлас» взял Инса в аренду до конца сезона за один миллион фунтов.

### «Халл Сити» и аренда в «Ноттингем Форест»
В июле 2014 года Инс в качестве свободного агента подписал двухлетний контракт с «Халл Сити». Сыграв лишь в трёх матчах из девяти за «Халл», 30 октября Том был отправлен в краткосрочную аренду в «Ноттингем Форест» до 28 декабря. Инс сыграл в шести матчах и 22 декабря был досрочно возвращён «Халлом». 31 января 2015 года Инс провёл последнюю игру за «тигров», выйдя на замену в матче против «Ньюкасл Юнайтед» (0:3).

### «Дерби Каунти»
2 февраля 2015 года Инс был арендован клубом «Дерби Каунти» до конца сезона. 7 февраля Том оформил дубль в дебютном матче за «Дерби» против «Болтон Уондерерс» (4:1).
3 июля 2015 года «Дерби Каунти» выкупил Инса за 4,75 млн фунтов, что стало самым дорогим приобретением в истории клуба.

### «Хаддерсфилд Таун»
4 июля 2017 года Инс перешёл в «Хаддерсфилд Таун», подписав контракт до 2020 года.
24 июля 2018 года перешел в «Сток Сити». Первый гол забил в матче против «Блэкберна».

## Карьера в сборной
Инс сыграл четыре матча за сборную Англии до 17 лет в 2009 году и ещё четыре для за сборную до 19 лет в 2011 году. 29 августа 2012 он был призван в молодёжную сборную Стюартом Пирсом к матчу отборочного турнира чемпионата Европы против Азербайджана 1 сентября и к матчу с Норвегией четыре дня спустя. Он дебютировал за молодёжную сборную в матче против сборной Азербайджана. 5 февраля 2013 года он сделал дубль в матче со Швецией.

## Статистика
| Выступление        | Выступление      | Выступление      | Лига | Лига | Кубок страны | Кубок страны | Кубок лиги | Кубок лиги | Еврокубки | Еврокубки | Остальные | Остальные | Итого | Итого |
| Клуб               | Лига             | Сезон            | Игры | Голы | Игры         | Голы         | Игры       | Голы       | Игры      | Голы      | Игры      | Голы      | Игры  | Голы  |
| ------------------ | ---------------- | ---------------- | ---- | ---- | ------------ | ------------ | ---------- | ---------- | --------- | --------- | --------- | --------- | ----- | ----- |
| Ливерпуль          | Премьер-лига     | 2010/11          | 0    | 0    | 0            | 0            | 1          | 0          | 0         | 0         | 0         | 0         | 1     | 0     |
| Ливерпуль          | Итого            | Итого            | 0    | 0    | 0            | 0            | 1          | 0          | 0         | 0         | 0         | 0         | 1     | 0     |
| → Ноттс Каунти     | Первая лига      | 2010/11          | 6    | 2    | 2            | 0            | 0          | 0          | 0         | 0         | 0         | 0         | 8     | 2     |
| → Ноттс Каунти     | Итого            | Итого            | 6    | 2    | 2            | 0            | 0          | 0          | 0         | 0         | 0         | 0         | 8     | 2     |
| Блэкпул            | Чемпионшип       | 2011/12          | 36   | 7    | 4            | 1            | 1          | 0          | 0         | 0         | 0         | 0         | 41    | 8     |
| Блэкпул            | Чемпионшип       | 2012/13          | 44   | 18   | 2            | 0            | 1          | 0          | 0         | 0         | 0         | 0         | 47    | 18    |
| Блэкпул            | Чемпионшип       | 2013/14          | 23   | 7    | 1            | 0            | 1          | 0          | 0         | 0         | 0         | 0         | 25    | 7     |
| Блэкпул            | Итого            | Итого            | 103  | 32   | 7            | 1            | 3          | 0          | 0         | 0         | 0         | 0         | 113   | 33    |
| → Кристал Пэлас    | Премьер-лига     | 2013/14          | 8    | 1    | 0            | 0            | 0          | 0          | 0         | 0         | 0         | 0         | 8     | 1     |
| → Кристал Пэлас    | Итого            | Итого            | 8    | 1    | 0            | 0            | 0          | 0          | 0         | 0         | 0         | 0         | 8     | 1     |
| Халл Сити          | Премьер-лига     | 2014/15          | 7    | 0    | 1            | 0            | 1          | 1          | 4         | 0         | 0         | 0         | 13    | 1     |
| Халл Сити          | Итого            | Итого            | 7    | 0    | 1            | 0            | 1          | 1          | 4         | 0         | 0         | 0         | 13    | 1     |
| → Ноттингем Форест | Чемпионшип       | 2014/15          | 6    | 0    | 0            | 0            | 0          | 0          | 0         | 0         | 0         | 0         | 6     | 0     |
| → Ноттингем Форест | Итого            | Итого            | 6    | 0    | 0            | 0            | 0          | 0          | 0         | 0         | 0         | 0         | 6     | 0     |
| Дерби Каунти       | Чемпионшип       | → 2014/15        | 18   | 11   | 0            | 0            | 0          | 0          | 0         | 0         | 0         | 0         | 18    | 11    |
| Дерби Каунти       | Чемпионшип       | 2015/16          | 44   | 12   | 1            | 0            | 1          | 0          | 0         | 0         | 0         | 0         | 46    | 12    |
| Дерби Каунти       | Чемпионшип       | 2016/17          | 45   | 14   | 3            | 0            | 2          | 1          | 0         | 0         | 0         | 0         | 50    | 15    |
| Дерби Каунти       | Итого            | Итого            | 107  | 37   | 4            | 0            | 3          | 1          | 0         | 0         | 0         | 0         | 114   | 38    |
| Хаддерсфилд Таун   | Премьер-лига     | 2017/18          | 0    | 0    | 0            | 0            | 0          | 0          | 0         | 0         | 0         | 0         | 0     | 0     |
| Хаддерсфилд Таун   | Итого            | Итого            | 0    | 0    | 0            | 0            | 0          | 0          | 0         | 0         | 0         | 0         | 0     | 0     |
| Всего за карьеру   | Всего за карьеру | Всего за карьеру | 237  | 72   | 14           | 1            | 8          | 2          | 4         | 0         | 0         | 0         | 263   | 75    |

## Достижения
- Лучший молодой игрок Чемпионшипа: 2012/13[35].
- Команда года по версии ПФА: 2012/13